# Iglesia de Santa Maria della Catena (Nápoles)
La iglesia de Santa Maria della Catena (más exactamente, Santa Maria delle Grazie a Catena o Madonna della Catena) es un edificio destinado al culto católico de la ciudad de Nápoles, Italia. Está localizada en Borgo Santa Lucia, en el centro histórico de la ciudad.
El templo fue fundado en 1576 por los habitantes del barrio, que decidieron dedicarlo a la Madonna della Catena (Nuestra Señora de la Cadena), cuyo culto había sido importado a Nápoles desde Sicilia. La construcción de la iglesia se inició después de que la zona fuera rodeada por murallas protectoras junto al mar en 1565, lo que hizo más segura la vida de los habitantes y transformó la zona en un lugar de ocio señorial.

## El milagro siciliano
Cuenta la tradición que en 1390, en Palermo, Sicilia, tres condenados inocentes vieron aplazado el día de su ejecución debido a las fuertes lluvias. Las cadenas con las que estaban presos en la iglesia de Santa María del Porto se rompieron por la intervención providencial de la Virgen María, atestiguada por los milagrosos. Por ello, esa iglesia palermitana pasó a llamarse más tarde, primero popularmente y luego también oficialmente, Santa Maria della Catena.

## La iglesia napolitana

La iglesia iluminada con luces en la pintura Fireworks in Naples (1875) de Oswald Achenbach (Museo del Hermitage, San Petersburgo).

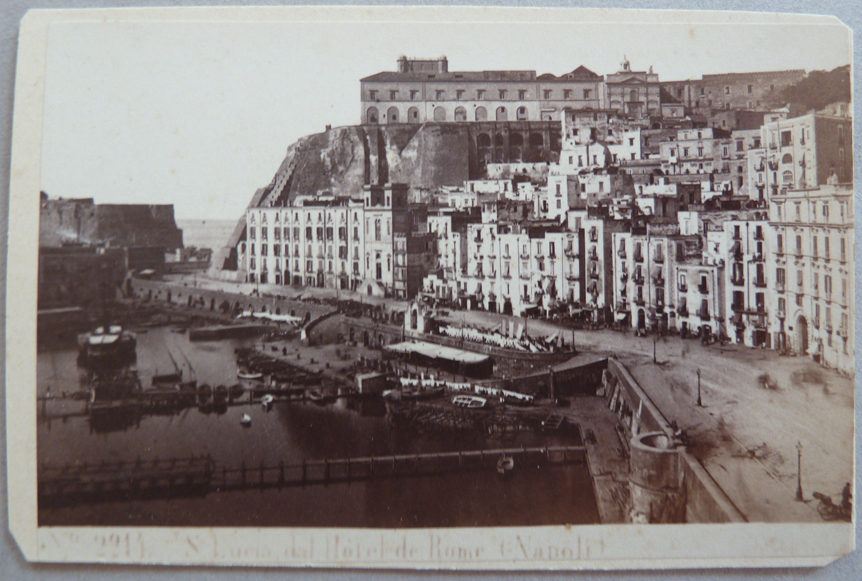
En una foto de Giorgio Sommer.

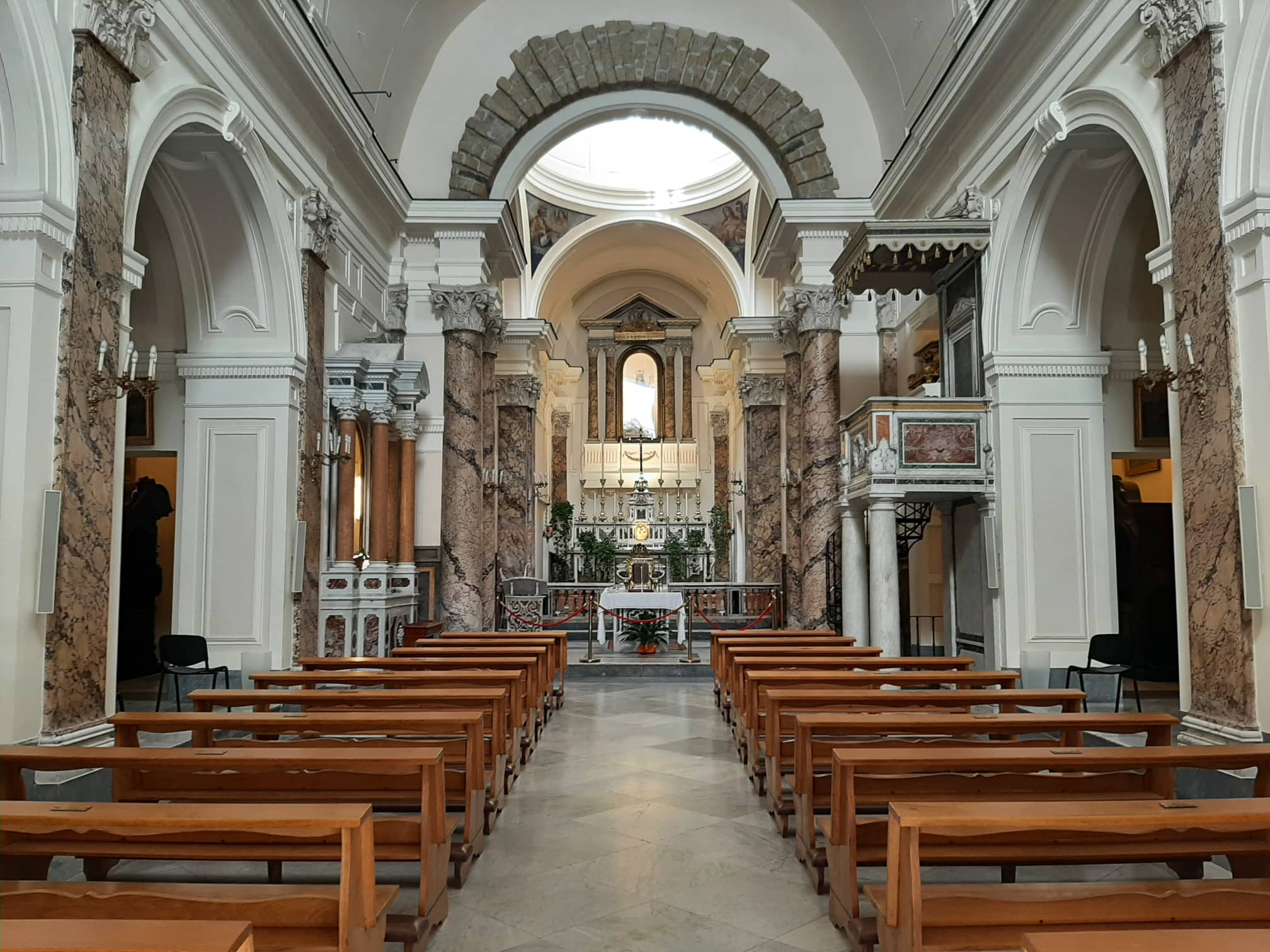
Interior.

La primitiva iglesia de Santa Maria della Catena fue construida por una cofradía que reunía a pescadores y marineros del Borgo Santa Lucia. La iglesia, iniciada en 1576, fue bendecida el 5 de septiembre de 1579 con licencia del cardenal arzobispo de Nápoles, el teatino Paolo Burali d'Arezzo.
El primer capellán fue el franciscano Giovanni Vollero, pero la atención espiritual de los habitantes corrió a cargo de los franciscanos observantes reformados de los cercanos conventos de Santa Croce y Santissima Trinità di Palazzo.
En 1597, la iglesia comenzó a albergar la nueva parroquia del Borgo, la de Santa Lucia a Mare, erigida por el cardenal arzobispo Alfonso Gesualdo en aplicación de los decretos del Concilio de Trento; el primer párroco fue Lelio de Bernaudo. En aquella época, las obras de la iglesia estaban casi terminadas. La nave tenía una bóveda de crucería y un suelo forjado. El altar mayor era de mampostería. En los laterales había tres capillas. Los ornamentos litúrgicos, muy pocos en plata, eran modestos y destartalados.
A mediados del siglo XVII, cuando el cardenal arzobispo Ascanio Filomarino realizó allí su visita pastoral (1648), la iglesia tenía formas elegantes. Estaba iluminada por una cúpula y ventanas, y contaba con un órgano y un coro. Dos coros para la música daban al presbiterio. Nuestra Señora de la Cadena, patrona del lugar de culto, estaba representada en el retablo del altar mayor, en un cuadro que ya no existe, entre los santos Andrés y Leonardo (en la descripción de la visita pastoral realizada por el cardenal arzobispo Giacomo Cantelmo en 1688, se describía, sin embargo, el panel representando a la Virgen, rodeada de querubines con cadenas, entre los santos Jenaro y Andrés, y con las almas del purgatorio a sus pies). Las decoraciones en estuco de la cúpula y la pequeña cúpula, realizadas por Gabriele Barrile con la participación de Andrea Canale, datan del siglo XVII.
La iglesia fue completamente reconstruida en 1871 por el arquitecto Carmelo Passaro y llevada a las dimensiones aproximadas de 27 por 14 metros. Al mismo tiempo, se construyeron varios pisos nuevos alrededor del edificio, incluso por encima, cerrando así las ventanas, dejando apenas libre la cúpula y creando un pozo en las salas próximas al altar mayor. En 1881, la iglesia de la Madonna della Catena adquirió un nuevo aspecto neoclásico, moderno, con una fachada iluminada por una gran ventana cuadrada, que se extendía hasta el ático. Sin embargo, la fachada se rehizo por completo, reproponiendo la de sus orígenes, tomada de pinturas de época, durante las radicales obras de restauración llevadas a cabo en 2005-2006 por la arquitecta Antonia Totaro.
Desde 1799, la iglesia alberga la tumba del almirante Francesco Caracciolo, condenado a muerte ese mismo año por orden del almirante Horatio Nelson. El cuerpo, recogido tras la ejecución cerca del Castel dell'Ovo, fue depositado primero en la cripta, originalmente destinada a uso funerario, y luego colocado en el transepto izquierdo de la iglesia, coronado por un gran epígrafe de mármol. Un epitafio, colocado en 1881, cuando se reabrió la iglesia al culto, recuerda enfáticamente el contexto de la condena a muerte del almirante.
Vinculada a la iglesia estaba la fiesta de la 'Nzegna, celebrada hasta la década de 1950. Primero se celebraba el 15 de agosto, luego se trasladó a principios de septiembre.

## Uso actual
Parroquia hasta mediados del siglo XIX, hoy la iglesia es una iglesia rectoral dentro del ámbito territorial de la vecina parroquia de Santa Lucia a Mare. El sacerdote que se ocupa de las actividades litúrgicas y pastorales del lugar tiene el título de rector y padre espiritual de la archicofradía de Santa Maria delle Grazie a Catena, entidad eclesiástica reconocida civilmente y propietaria de la iglesia.